# Проклятие нефритового скорпиона
«Проклятие нефритового скорпиона» (англ. The Curse of the Jade Scorpion) — художественный фильм режиссёра, сценариста и актёра Вуди Аллена. Впервые был представлен зрителям в рамках Голливудского кинофестиваля 5 августа 2001 года, в России вышел на экраны 4 февраля 2002 года.

## Сюжет
Действие фильма происходит в 1940 году в Нью-Йорке. Страховой детектив Бриггс считается довольно успешным работником. Правда, его жизнь несколько омрачена с приходом в их компанию новой сотрудницы, Бетти Энн Фицджеральд, любовницы шефа, которую он сразу невзлюбил за то, что та с самого начала стала наводить свои порядки. Она отвечает ему взаимностью. Однажды они оказываются после работы на выступлении мага-гипнотизёра, который, вызвав обоих на сцену, заставляет влюбиться друг в друга, назвав кодовое слово «Мадагаскар» для Бетти и «Константинополь» для Бриггса. На следующий день маг звонит Бриггсу по телефону и вновь гипнотизирует его словом «Константинополь», заставляя ограбить дом, который он же и страховал. А назавтра ничего не помнящий Бриггс расследует своё преступление.
По настоянию Фицджеральд агентство пригласило частных детективов. Они и установили, что драгоценности украл Бриггс. Его арестовали, но он убежал. 
Бриггс пытается доказать, что он не преступник. Ночевать он приходит к Фицджеральд, потому что никто не станет искать его в доме врага. Ночью Бетти позвонили, и она куда-то исчезла. Вернувшись, она стала вдруг очень ласковой с Бриггсом и призналась ему в любви. Наутро оказалось, что совершена ещё одна кража. Друзья говорят, что точно так же и Фицджеральд вела себя под гипнозом. Стало ясно: преступник — гипнотизер. 
Наконец Бриггсу удалось оправдаться и подтвердить репутацию хорошего детектива. А Бетти получает предложение от директора, который разводится с женой. Она готова уехать с ним, но волшебное слово «Мадагаскар» всё меняет. Она на самом деле любит Бриггса.

## В ролях
| Актёр               | Роль                      |
| ------------------- | ------------------------- |
| Вуди Аллен          | страховой детектив Бриггс |
| Хелен Хант          | Бетти Энн Фицджеральд     |
| Дэн Эйкройд         | Крис Магрудер             |
| Шарлиз Терон        | Лора Кенсингтон           |
| Брайан Маркинсон    | Эл                        |
| Уоллес Шон          | Джордж Бонд               |
| Дэвид Огден Стайерс | Волтан                    |
| Элизабет Беркли     | Джилл                     |
| Джон Шак            | Майз                      |

## Награды
- Фильм получил премию за лучший фильм на Каталонском кинофестивале.